# 新説 狼と香辛料 狼と羊皮紙
『新説 狼と香辛料 狼と羊皮紙』（しんせつ おおかみとこうしんりょう おおかみとようひし）とは、支倉凍砂の日本のライトノベル。著者の代表作『狼と香辛料』の続編であり、2016年より電撃文庫（KADOKAWA）から発行されている。前作の登場人物である青年トート・コルと、前作の主人公とヒロインの娘である少女ミューリを主人公に据え、とある王国と教会勢力との対立を舞台とした物語が描かれる。
メディアミックスとして、日鳥作画によるコミカライズ作品が2019年より『電撃マオウ』（KADOKAWA）にて連載中。

## ストーリー
聖職者を志す青年コルは、恩人のロレンスとホロ夫妻が営む湯屋「狼と香辛料亭」を旅立つ。ウィンフィール王国の王子に誘われ、教会の不正を正す手伝いをするために……。
だが、彼の荷物の中には、ロレンス達の一人娘で「狼の耳と尻尾」を持つ少女・ミューリが潜んでいた。コルと兄妹同然に育ったミューリは、コルの旅立ちを知って家出を企てたのだった。初めはミューリを家に帰そうとするコルであったが、結局は旅の道連れとすることを決める。
そして2人は、巨大な権力闘争にまつわる事件に巻き込まれていくこととなる。

## 登場人物
トート・コル
主人公。前作では少年だったが、今作では出会った当時のロレンスと同じくらいの年頃となっている。ロレンスの湯屋「狼と香辛料亭」を手伝いつつ、独学で神学の研究に努めている。生来の生真面目でしっかりとした性格からか近年の堕落した教会に危機感を抱く良識派であり、噂を聞きつけて彼への宗教的相談を目的に訪れる客もいる中で、女将であるホロには未だに“コル坊”扱いされている。湯屋にやって来たある客の話に感銘を受けて一大決心をし、十数年ぶりにニョッヒラを出て旅立つことになる。
ミューリ
ロレンスとホロの間に生まれた一人娘。狼の耳と尻尾を持ち、灰に銀粉を混ぜたような不思議な色合いの髪をしている。髪の色を除けば外見は人の姿を取っている時のホロと瓜二つだが、中身はまだ年相応に幼く、コルによると7歳の男の子並である。ホロに輪をかけて天真爛漫な性格で、ロレンスやコルの悩みの種でもある。耳や尻尾を隠すことができ、ふだんはその姿で普通の人間のふりをしているが、感情が大きく揺れ動くと無意識のうちに出てしまうことがある。なお、ホロと同様、麦を触媒として巨狼の姿をとることもできるが、狼が生来の姿であるホロと違って人の姿の方が自然であるらしく、狼の姿になるには練習が必要だった模様。生まれたときから一緒にいるコルのことを「兄様」と呼んで懐いており、ニョッヒラから旅立つコルの荷物の中に紛れて一緒に家を出てしまう。
ハイランド
ウィンフィール王国の貴族で、正確には庶子ではあるが王家の血を引く人物。男から見てもなお目を引くほど整った顔立ちと目の覚めるような金髪の持ち主。気さくな性格で、阿られるのはあまり好きではないらしい。コルよりも若いが聡明さと胆力をあわせ持ち、ミューリの正体にも気づいているようだが、特に詮索もせず放置している。
教皇の横暴に立ち上がった父親の国王を手伝い、教会側との交渉に奔走するとともに、聖典の俗語訳を作るという計画を発案し推し進めている。ニョッヒラで「狼と香辛料亭」に滞在した際にコルを気に入ったらしく、何度もの訪問を経て自分の計画に引き入れた。 実は女性で、ふだん人前に出る時は男装している。コルは男装を解いた姿を見るまでそのことにまったく気づいていなかったが、ミューリは気付いていた模様。
オータム
北方の島嶼地域で畏敬を持って扱われる老修道士。その正体は、ホロ以上に歳経た鯨の化身である。海底において、西方へと向かう、ありえないほど巨大な足跡を目撃している。
ヨーゼフ
北方の島嶼地域を中心に商船で貿易を行う商人。
イレニア・ジゼル
ラウズボーンに向かう最中、嵐により商船が流された先のデザレフで出会った、羊毛を扱う女商人。ウィンフィール王国の徴税権を落札し、大聖堂から徴税しようとするも力ずくで叩き出された所でコル一行と出会う。実は羊の化身であり、所属するボラン商会とウィンフィール王国第二王位継承者クリーベンド王子の野心を利用し、やがて西の果てに存在するという大陸に「獣達の新天地」を作るという野望を抱いている。
エリーズ・シャロン
ウィンフィール王国第二の都市ラウズボーンの徴税人組合で若くして副組合長を務める女性。その正体は黄金鷲である母と聖職者である父との道ならぬ恋の末に生まれた、半人半獣の鷲の化身である。やがて出世と家族とを天秤にかけた父から母共々捨てられたため、教会を強く憎んでいる。
クラーク・コメンダ
ラウズボーン大司教区第十二小教区で補司祭を務めると共に、市内のとある孤児院の教師を担当している青年。シャロン同様、聖職者の落胤で、やはり家族から捨てられた過去を持つ。コル同様、現在の教会のあり方に疑問を抱く良識派であり、衣食を削ってまでコル達が手がけた聖典の俗語翻訳を写本し、市内の礼拝堂に配布している。聖職者ながら、内心シャロンに対し好意を抱いている。
ハンス
ハイランドの執事を務める老人。
ペドロ・アルーゴ、スタン・マッテーオ、ギラン・アウレリオス
ラウズボーン貿易商人組合の筆頭を務める大物商人達。ウィンフィール王国・クリーベンド派・教会との三つ巴の状況を利用し、最大限の利益を獲得しようとエーブ・ボランの後ろ盾のもと暗躍する。──ボランの狙いが彼らの粛清にあるとも知らずに。
フライス・ヤギネ
ラウズボーン大司教区大司教にして、シャロンの実の父でもある、真っ白な髭に包まれた老人。密かにシャロンのことを気にかけ、聖職者の落胤が集められた孤児院に対しても隠れて寄付を行っていた。

## 既刊一覧

### 小説
- 支倉凍砂（著）・文倉十（イラスト）、KADOKAWA〈電撃文庫〉、既刊12巻（2025年4月10日現在）
  - 『新説 狼と香辛料 狼と羊皮紙』2016年9月10日初版発行（同日発売[2]）、ISBN 978-4-04-892356-9
  - 『新説 狼と香辛料 狼と羊皮紙II』2017年3月10日初版発行（同日発売[3]）、ISBN 978-4-04-892754-3
  - 『新説 狼と香辛料 狼と羊皮紙III』2017年9月8日初版発行（同日発売[4]）、ISBN 978-4-04-893338-4
  - 『新説 狼と香辛料 狼と羊皮紙IV』2019年3月9日初版発行（同日発売[5]）、ISBN 978-4-04-893338-4
  - 『新説 狼と香辛料 狼と羊皮紙V』2020年5月9日初版発行（同日発売[6]）、ISBN 978-4-04-912452-1
  - 『新説 狼と香辛料 狼と羊皮紙VI』2021年3月10日初版発行（同日発売[7]）、ISBN 978-4-04-913624-1
  - 『新説 狼と香辛料 狼と羊皮紙VII』2021年12月10日初版発行（同日発売[8]）、ISBN 978-4-04-914040-8
  - 『新説 狼と香辛料 狼と羊皮紙VIII』2022年8月10日初版発行（同日発売[9]）、ISBN 978-4-04-914460-4
  - 『新説 狼と香辛料 狼と羊皮紙IX』2023年7月7日発売[10]、ISBN 978-4-04-915146-6
  - 『新説 狼と香辛料 狼と羊皮紙X』2024年4月10日発売[11]、ISBN 978-4-04-915558-7
  - 『新説 狼と香辛料 狼と羊皮紙XI』2024年9月10日発売[12]、ISBN 978-4-04-915802-1
  - 『新説 狼と香辛料 狼と羊皮紙XII 羊たちの宴〈上〉』2025年4月10日発売[13]、ISBN 978-4-04-916183-0

### 漫画
- 支倉凍砂（原作）・文倉十（キャラクター原案）・日鳥（漫画） 『新説 狼と香辛料 狼と羊皮紙』 KADOKAWA〈電撃コミックスNEXT〉、既刊2巻（2020年10月24日現在）
  1. 2019年12月27日初版発行（同日発売[14]）、ISBN 978-4-04-912934-2
  2. 2020年10月27日初版発行（10月24日発売[15]）、ISBN 978-4-04-913423-0

## 関連企画
YouTubeで配信している公式電撃文庫チャンネルの「電撃文庫朗読してみた」として、2021年3月11日より井口裕香による約6分半の朗読が配信。